# ويلارد إتش. شاندلير
ويلارد إتش. شاندلير هو سياسي أمريكي، ولد في 18 نوفمبر 1830، وتوفي في 24 مارس 1901. نشط حزبياً في الحزب الجمهوري. وقد انتخب عضو جمعية ولاية ويسكونسن ‏.